# Nanny Adam
Nanny Adam, surnom de Suzanne Adrienne Adam-Laurens, née le 20 février 1861 à Crest et morte le 10 juin 1915 à Paris, est une peintre française.

## Biographie
Adrienne Noémie Nanny Suzanne Juge est la fille de Jules Juge (1828-1868), docteur en médecine, et d'Hortense Jeanne Joséphine Bernard (1838-1917). Elle aura pour petit-fils le futur cardinal Paul-Pierre Philippe.
Son père décède en 1868, et sa mère épouse deux ans plus tard en secondes noces, le peintre Jules Laurens ; Paul Vayson et Jules Didier sont témoins du mariage.
Élève de son beau-père Jules Laurens, elle peint surtout des paysages. Elle signe initialement Juge-Laurens, puis Adam-Laurens et Nanny Adam.
Elle expose au Salon à partir de 1878.
En 1882, elle épouse le chimiste Paul Gabriel Adam ; Émile Paladilhe, Antonin Mercié, et Édouard Grimaux sont témoins du mariage.
Elle obtient en 1899 le 2e prix de l'Union des femmes peintres et sculpteurs puis le 1er prix en 1901. Elle est membre de son comité dès 1894 et de son bureau en 1908 (année où elle expose Grande vue du port de Venise), et vice-présidente en 1915.

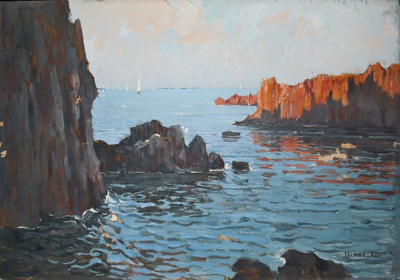
Souvenir de l'Estérel, Salon de l'Union 1910, achat par l'État, Musée Anne-de-Beaujeu (Moulins). CNAP.

De 1899 à 1902, elle expose avec Les XII à la Bodinière, groupe de douze artistes femmes de différentes nationalités, tentative audacieuse pour l'époque, au théâtre de la Bodinière à Paris,. Ses « lumineuses vues de Provence » y sont remarquées en 1900.
En 1903, elle expose Les Vues de Venise aux Femmes artistes (scission de l'Union), à la galerie Georges Petit : « La reine de l'Adriatique semble (lui) être apparue, en rêve, sous le ciel de Concarneau. Tout cela est un peu triste, mais non sans talent ».
Elle peint également d'intéressantes scènes parisiennes dans un style impressionniste. En 1907 à l'Union, une critique écrit : « Mme Nanny Adam, est un maître. Son panneau chante les arpèges de la lumière, il papillotte, caresse l'œil et le retient prisonnier, sans force pour s'évader. Une « Avenue des Champs-Elysées », avec ce fond légèrement estompé qui est le caractère même de l'atmosphère parisienne, non loin d'un « Embarcadère sur le grand canal », — tapageur, vibrant, coloré et saisi à l'heure ultime de la gloire somptueuse du soleil (…). Voilà certainement le clou de l'exposition ».
Elle meurt en 1915 à l'âge de 54 ans à son domicile de la rue de Narbonne. Elle est inhumée au cimetière du Montparnasse.